# 이자르강

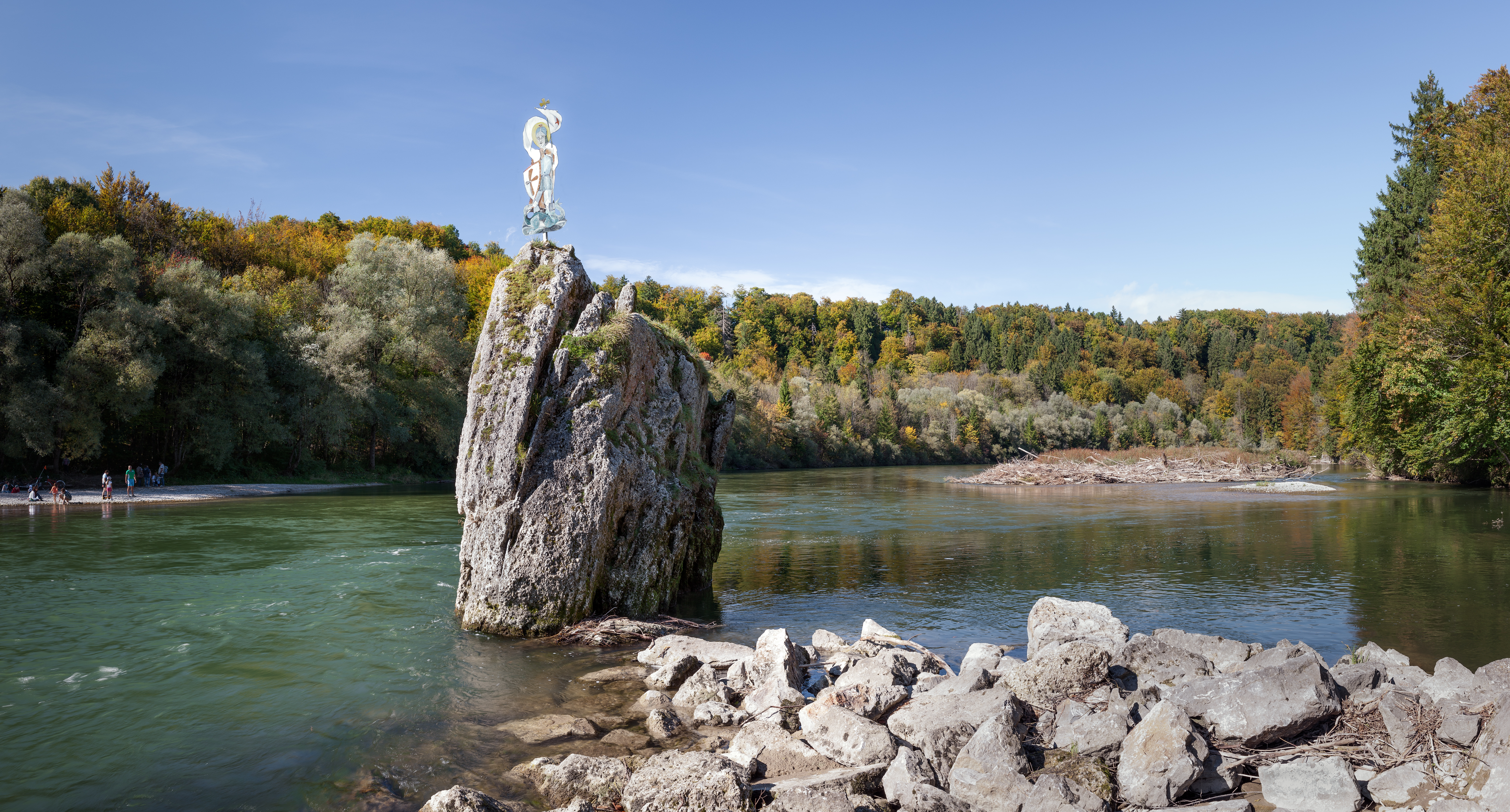

이자르강(독일어: Isar)은 유럽 중부의 독일·오스트리아를 흐르는 강이다. 독일 바이에른주와 오스트리아 티롤주에 있으며, 다뉴브강의 지류이다. 특히 뮌헨을 흐르는 강으로 유명하다. 길이 295 km, 유역면적 9,000 km2이다.
오스트리아 티롤주 인스브루크 부근의 고지대에서 발원한다. 독일 바이에른 주로 들어와 뮌헨 시내를 지나며, 동북쪽으로 흐르다 다뉴브강에 합류한다. 급류가 많고 수심이 얕아 독일의 다른 강과 달리 항행에 이용되지는 않으며, 대신 댐이 많이 건설되어 수력발전에 활용하고 있다.